# Засельський Володимир Йосипович
Володи́мир Йо́сипович Засе́льський (нар. 13 вересня 1952, Кривий Ріг) — український учений у галузі механічної інженерії, доктор технічних наук, доцент, професор, академік АН вищої школи України (2018), завідувач кафедри інжинірингу з галузевого машинобудування в Державному університеті економіки і технологій.

## Життєпис
Володимир Засельський народився 13 вересня 1952 року в місті Кривий Ріг Дніпропетровської області. Закінчив Криворізький гірничорудний інститут у 1975 році за спеціальністю «Гірничі машини та комплекси». Навчався в аспірантурі Національної металургійної академії України (1987-1988) та в докторантурі тієї ж академії (2008-2009). Темою кандидатської дисертації була «Створення високоефективного грохота з просторовими коливаннями робочого органу для калібрування шихти доменного виробництва» (рос. «Создание высокоефективного грохота с пространственными колебаниями рабочего органа для калибровки шихты доменного производства»; 1988). Академічне звання доцента здобув у 1994 році. Навчався в докторантурі Національної металургійної академії України (2008-2009), а темою докторської дисертації стала «Розробка наукових основ конструювання вібраційних машин для високоефективного сортування металургійної шихти». У період з 2012 по 2020 рік працював на посаді директора Криворізького металургійного інституту НМетАУ. У 2018 році став академіком АН вищої школи України за науковим відділенням металургії. Наразі працює в Навчально-наукового технологічного інституту Державного університету економіки і технологій на посаді завідувача кафедри інжинірингу з галузевого машинобудування.

## Наукова діяльність
Володимир Залеський — відомий науковець у галузі механічної інженерії, він є автором понад 280 наукових праць, з них монографій — 4, підручник — 1, Scopus — 27 публікацій, індекс Гірша — 5. Підготував трьох кандидатів наук.

### Основні прочитані курси
- Технічна діагностика металургійного устаткування
- Сучасні інформаційно-комунікаційні технології
- Вібраційна техніка

### Членство
- Підйомно-транспортна академія наук України (2010)
- Редакційна колегія «Вісника приазовського державного технічного університету»
- Спеціалізована вчена рада Д 08.084.03 при Національній металургійній академії України
- Академія наук вищої школи України (2018)

## Нагороди
- Подяка виконкому Криворізької міської ради
- Знак III степені «За заслуги перед містом»
- Знак НМетАУ II степені «За заслуги перед академією»
- Знак голови Обласної державної адміністрації Дніпропетровської області «За розвиток регіону»
- Почесні грамоти Міністерства освіти і науки України та Дніпропетровської обласної ради